# Lipoprion carinatus
Lipoprion carinatus är en stekelart som först beskrevs av Cameron 1903.  Lipoprion carinatus ingår i släktet Lipoprion och familjen brokparasitsteklar. Inga underarter finns listade i Catalogue of Life.